# Siegfried Wedells
Siegfried Wedells (* 17. Oktober 1848 in Hamburg; † 4. Juni 1919 in Bad Salzschlirf) war ein deutscher Unternehmer und Kunstsammler aus Hamburg.

## Leben
Siegfried Wedells wurde unter dem Familiennamen Wedeles geboren. Zunächst dem Judentum angehörig, ließ er sich am 31. Dezember 1871 in St. Petri taufen. Diesen Schritt vollzogen im Laufe des 19. Jahrhunderts viele wohlhabende Hamburger Juden. 1890 ließ Wedeles seinen jüdischen Familiennamen in Wedells ändern.

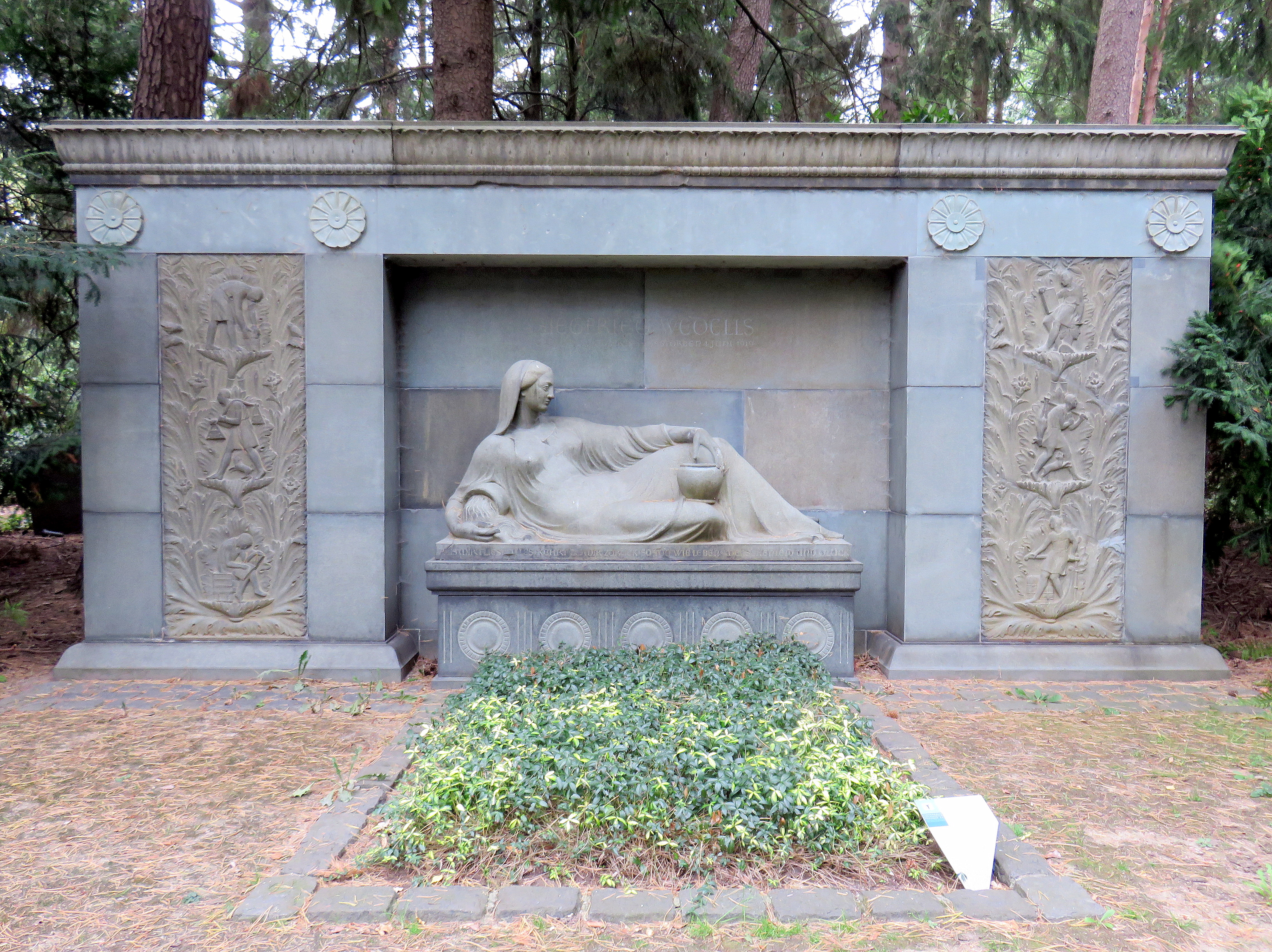
Grabmal Siegfried Wedells auf dem Friedhof Ohlsdorf

Wedells erwarb durch Großhandel ein beträchtliches Vermögen. Auf Grund dieses Vermögens wurde er ein bedeutender Kunstsammler und darüber hinaus Eigentümer des 1895 vom Rathausarchitekten Martin Haller konzipierten Bürgerhauses im Hamburger Stadtteil Rotherbaum. Wedells gilt als einer der größten Stifter und Kunstmäzene der Hansestadt Hamburg seiner Zeit.
In der Nähe des Wasserturms an der Cordesallee auf dem Hamburger Zentralfriedhof Ohlsdorf befindet sich bei Planquadrat N 23 / O 23 die Grabstätte für Siegfried Wedells. Sie wurde 2002 bis 2003 durch eine Spende und Zuschüsse der Stadt renoviert. Das von dem Bildhauer Walther Schmarje geschaffene Grabdenkmal trägt die Inschrift: Aus mir fließt alles, kehrt zu mir zurück. So Tod wie Leben, Menschenleid und Glück.

## Sammlung
In Ermangelung von persönlichen Erben setzte der erfolgreiche Kaufmann die Freie und Hansestadt Hamburg als Erben ein. Der äußerst wertvolle Nachlass Wedells setzte sich aus einer umfangreichen Gemäldesammlung alter und neuer Meister, wie Peter Paul Rubens und Anthonis van Dyck zusammen. Diese Gemäldesammlung wurde entgegen seinem letzten Willen aufgeteilt. Dabei wurden Teile verkauft, andere Gemälde wurden in der von ihm nicht sonderlich geschätzten Hamburger Kunsthalle ausgestellt.
Die Bildersammlung bestand aus 92 Gemälden, welche am 13. November 1954 mit einem Wert von DM 891.900,00 beziffert wurden.
Des Weiteren umfasste seine Hinterlassenschaft wertvolle Skulpturen und Plastiken, kostbares Interieur sowie ein beachtliches Barvermögen in der damaligen Höhe von 400.000,- Mark.

## Haus Wedells

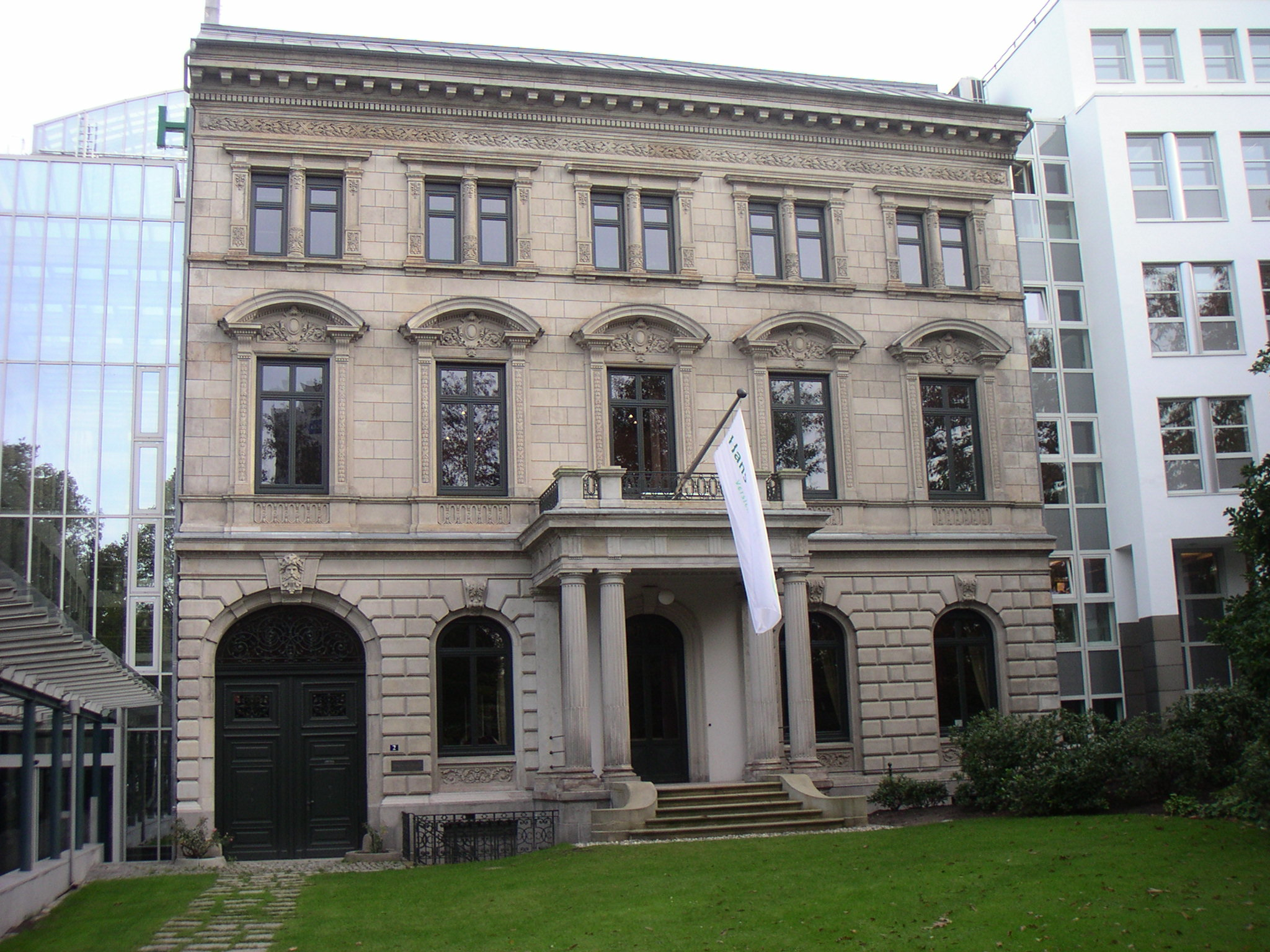
Das von Martin Haller geplante „Haus Wedells“

Das 1896 vollendete Haus sollte, dem letzten Willen von Siegfried Wedells entsprechend, als Ganzes mitsamt seiner Sammlung und Einrichtung erhalten und der Öffentlichkeit zugänglich gemacht werden. Unter der Bezeichnung Stiftung Haus Wedells wurden 1922 die Erdgeschossräume für Besucher geöffnet. Gezeigt wurde jedoch nur ein Teil der Sammlung – in erster Linie Werke niederländischer und italienischer Malerei. Gleichzeitig wurde das „Haus Wedells“ vom Hamburger Senat zu Repräsentationszwecken und als Gästehaus genutzt. Aufgrund zu weniger Besucher wurde es 1936 für die Öffentlichkeit geschlossen und nur noch als Gästehaus genutzt.
Nach dem 8. Mai 1945 wurde das „Haus Wedells“ durch die alliierten Streitkräfte in Beschlag genommen. 1948 erfolgte die Rückgabe an den Hamburger Senat. Ab 1949 nutzte der Senat das Gebäude zu Repräsentationszwecken, von 1951 bis 1965 als Gästehaus. In dieser Zeit beherbergte das Haus bekannte Gäste wie den Bundespräsidenten Theodor Heuss, Bundeskanzler Konrad Adenauer, den Komponisten Paul Hindemith und den Maler Oskar Kokoschka. Gegenwärtig wird es von der Versicherung HanseMerkur als Standort der Hauptverwaltung genutzt.

## Ehrungen

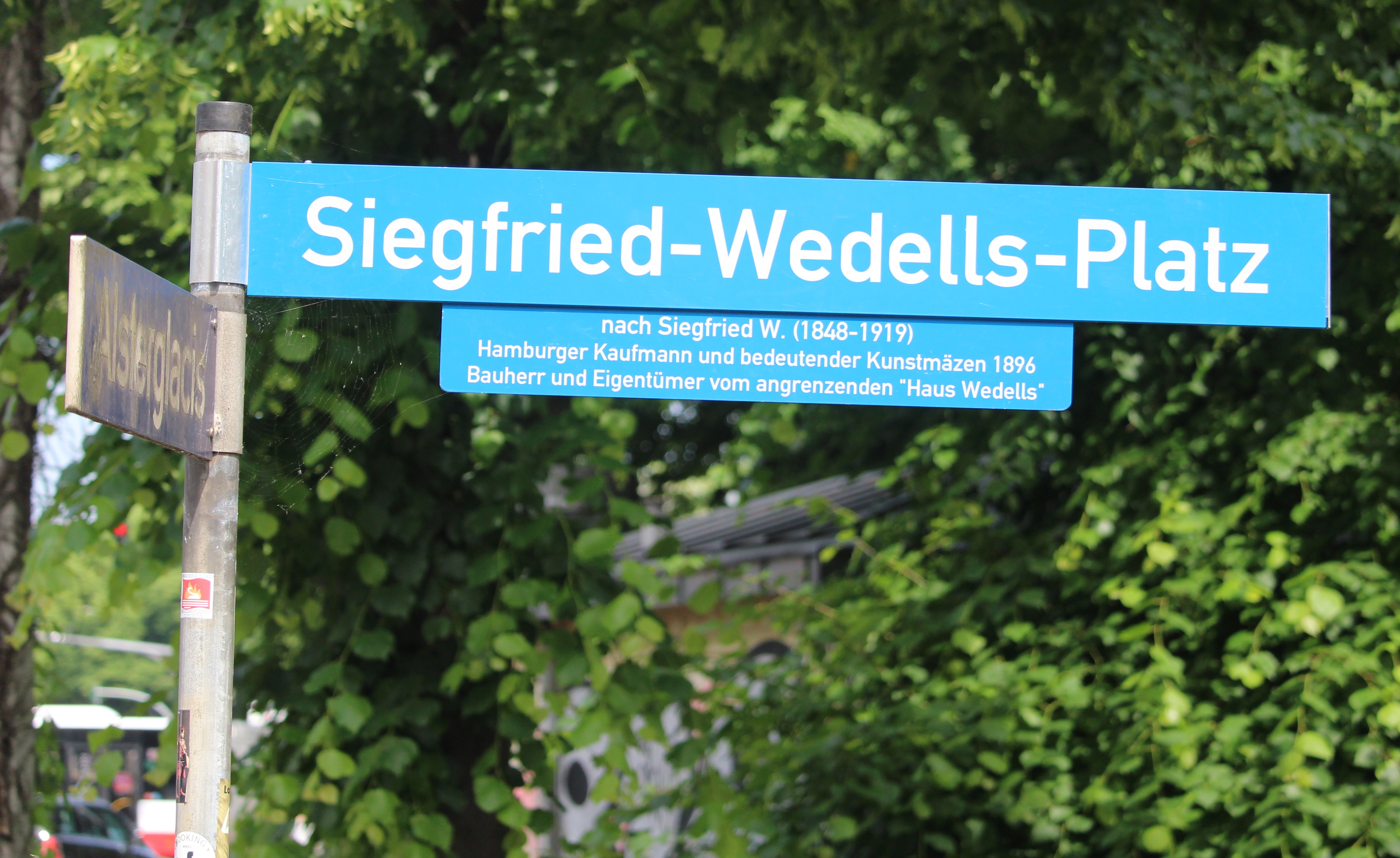
Strasse, die nach Siegfried Wedells benannt wurde

Trotz seiner großzügigen Stiftung geriet Wedells in Vergessenheit. Um sein Andenken zu wahren und ihm entsprechend posthum zu danken, wurde im Jahr 2003 eine Straße nach ihm umbenannt. Das „Haus Wedells“ trägt seitdem die Hausnummer „Siegfried-Wedells-Platz 1“ (vorher: Neue Rabenstr. 31).